# Calico М100
M100 — малокалиберный полуавтоматический карабин со свободным затвором под патрон .22 LR. Производится компанией Calico Light Weapons Systems в Хилсборо, штат Орегон, США. Был разработан и выпущен в 1980-х годах для использования правоохранительными органами.
Отличительная особенность — шнековый магазин на 50 или 100 патронов.